# الفجور (المكتب)

تعديل مصدري - تعديل

الفجور محلة تابعة لقرية السرايم، التابعة لعزلة المكتب بمديرية جبلة إحدى مديريات محافظة إب في الجمهورية اليمنية، بلغ تعداد سكانها 246 حسب تعداد اليمن لعام 2004.